# Eastbourne
Pour les articles homonymes, voir Eastbourne (homonymie).
Eastbourne est une ville britannique, importante station balnéaire du comté de Sussex de l'Est, sur la côte sud de l’Angleterre. Elle compte, en 2009, 97 992 habitants. Le secteur connaît une importante activité humaine depuis l’âge de la pierre et se composait de quatre hameaux jusqu’au XIXe siècle quand ceux-ci fusionnèrent graduellement en une ville. Grâce à l’arrivée du chemin de fer, Eastbourne devint, grâce à William Cavendish, septième duc du Devonshire (1808-1891), une station balnéaire victorienne de première qualité. La ville se situe aux portes des South Downs près des falaises de Beachy Head. Abritée par des falaises de craie, la ville bénéficie d’un microclimat qui lui donne sa réputation de ville la plus ensoleillée de Grande-Bretagne. 
Bien qu’il y ait quelques zones industrielles, la ville est avant tout une station balnéaire dont l’essentiel des revenus provient du tourisme. Il y a quatre théâtres, plusieurs parcs, un kiosque à musique et des musées. Le centre d’attraction est sa plage de galets (6 km) et son front de mer avec des hôtels et des pensions de famille. 
Reconnue comme le modèle de l'urbanisme victorien, Eastbourne a attiré et séduit de nombreux visiteurs, tel Claude Debussy, qui y corrigea les preuves de son œuvre La Mer, avançant qu'Eastbourne était un lieu « où la mer s'exhibe avec une correction purement britannique ».

## Histoire
Il est connu que les alentours furent habités à travers les âges. Des mines de silex et d'artefacts de l’âge de la pierre furent trouvés dans les environs et il existe des sites romains dans les limites actuelles de la ville. En 1717, on trouva un bain romain et un tronçon de trottoir entre la jetée actuelle et la redoute dans le hameau qui s’appelait ‘Sea Houses’. En 1841, on découvrit les vestiges d’une villa romaine près des portes de la jetée et ces fouilles restent enterrées près de l’actuel Queens Hotel. Une charte anglo-saxonne de l’an 963 environ mentionne un débarcadère et un ruisseau à Bourne. Après la conquête normande, le ‘hundred’ (une ancienne division administrative) d’Eastbourne appartenait à Robert de Mortain, le demi-frère de Guillaume le Conquérant. Le Domesday Book (Livre du Jugement dernier) cite vingt-huit terres de labour, une église, un moulin à eau, une zone de pêche et des puits salants.
Une charte pour un marché hebdomadaire fut accordée à Bartholomew de Badlesmere en 1315–16. Sa position de châtelain se vit améliorée par celle-ci, ainsi que l’industrie locale. Au Moyen Âge, le roi Henri Ier d'Angleterre visita la ville ; une autre visite royale se produisit en 1324 avec l’arrivée d’Édouard II d'Angleterre. Des vestiges du passé médiéval de la ville se trouvent dans l’église St Mary, qui remonte au XIVe siècle, ainsi que dans le manoir ‘Bourne Place’. Au milieu du XVIe siècle, cette propriété était la demeure de la famille Burton, qui acquit une grande partie des terres sur lesquelles se trouve la ville actuelle. De nos jours, le manoir appartient aux ducs de Devonshire et il fut remanié et rebaptisé ‘Compton Place’ pendant l’ère géorgienne. Le manoir est un des trois monuments classés (Grade 1) de la ville.
Eastbourne se déclara station balnéaire après la visite pendant les vacances d’été de quatre enfants du roi George III (les princes Edward et Octavius, et les princesses Elizabeth et Sophia).

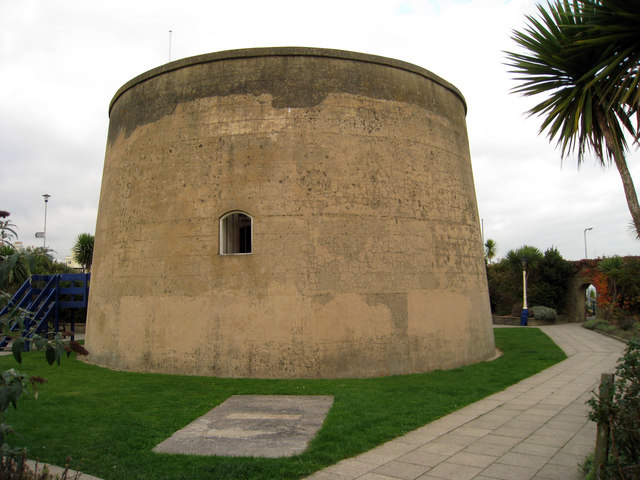
Wish Tower, Eastbourne

En 1793, à la suite d’une inspection des défenses côtières dans le sud-est, l’accord fut donné de construire des ouvrages d’infanterie et d’artillerie pour protéger la baie entre Beachy Head et Hastings contre d'éventuelles attaques françaises. Quatorze Tours Martello furent construites le long de la côte à l’ouest de Pevensey Bay jusqu’à ‘Tower 73’, la ‘Wish Tower, à Eastbourne. Quelques Tours Martello subsistent de nos jours : la ‘Wish Tower’ est une caractéristique importante du front de mer, et des éléments de la ‘Tower 68’ font partie de la cave d’une maison qui se situe sur la colline, ‘St. Antony’s Hill’. Entre 1805 et 1807, une forteresse avec 10 canons, Eastbourne Redoubt, fut construite comme caserne et dépôt.

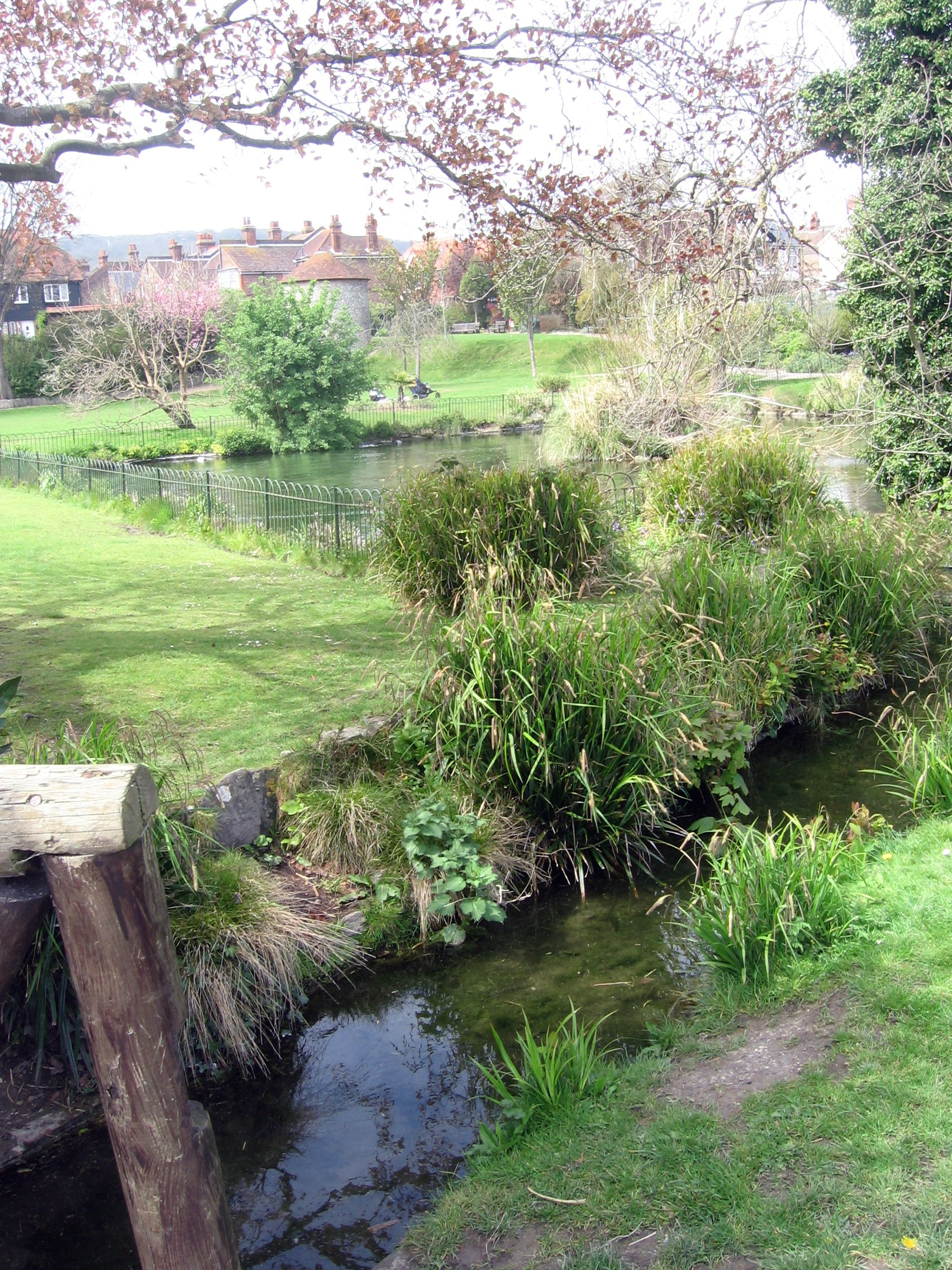
Le ruisseau, 'The Bourne', et sa source dans l’actuel ‘Motcombe Park’

Eastbourne se composait d’habitations isolées jusqu’au XIXe siècle. Quatre villages ou hameaux étaient présents sur l’emplacement de la ville actuelle : Bourne ou, pour faire la distinction entre d’autres lieux-dits du même nom, East Bourne, l’actuelle ‘Old Town’ qui encercle un ruisseau ('The Bourne') et sa source dans l’actuel ‘Motcombe Park’ ; ‘Meads’, là où les collines (‘South Downs’) rejoignent la côte ; ‘Southbourne’ (près de la mairie) ; et les cabanes des pêcheurs connues sous le nom de ‘Sea Houses’ qui étaient situées à l’est de la jetée actuelle.
Avant 1850 à peu près, la plupart des terres appartenaient à deux propriétaires terriens : John Davies-Gilbert (la famille Davies-Gilbert est toujours propriétaire d’une grande partie des terres à Eastbourne et dans le village d'East Dean) et William Cavendish, comte de Burlington. Les avoirs fonciers de la famille Gilbert remontent à la fin du XVIIe siècle et au début du XVIIIe siècle quand l’avocat, Nicholas Gilbert, épousa une héritière des familles Eversfield et Gildredge. La famille Gildredge habitait la maison, ‘Gildredge Manor’ et ce nom survit dans le nom du parc éponyme. 
En 1752, le docteur Richard Russell exalta les bienfaits du bord de mer dans un traité médical. Ses opinions avantagèrent considérablement la côte sud de l’Angleterre et la ville se fit connaître comme « the Empress of Watering Places » (l’impératrice des stations balnéaires).
Un projet pour une ville sous le nom de Burlington fut abandonné, mais le 14 mai 1849 le premier train de la société de chemins de fer ‘London, Brighton and South Coast Railway’ arriva parmi une grande jubilation. L’arrivée du chemin de fer accéléra la croissance de la ville. En 1859, Cavendish, qui devint entretemps le 7e Duc de Devonshire, embaucha Henry Curry pour concevoir un plan pour une véritable ville nouvelle – une station construite « pour des gentlemen par des gentlemen ». Il y eut un accroissement de la population de moins de 4 000 personnes  en 1851 à presque 35 000 en 1891. La ville devint ‘municipal borough’ en 1883 et sa mairie fut ouverte en 1886.
Cette période de croissance et de prospérité dura plusieurs décennies. 
Hydro Hotel. Ce grand établissement, ouvert en 1895 par la Eastbourne Hydropathic Company, résulte de l’agrandissement de Marine Mansion, construite en 1888 pour l’administrateur des propriétés du duc de Devonshire. En 1895, Marine Mansion est donc convertie en établissement de santé dit « hydropathique », avec hôtel, restaurant et résidence pour de plus longs séjours. Les bains (turcs, russes, siège et électrique) étaient gratuitement accessibles aux hôtes, à condition d’être pris avant le petit-déjeuner. Cet hôtel passait pour l’un des meilleurs établissements de la côte sud de l’Angleterre. Il était implanté une quarantaine de mètres au-dessus du niveau de la mer, et à 10 minutes de la gare, d’où un train rapide vous amenait à Londres en 90 minutes seulement. Une nouvelle aile est construite en 1938, avec des chambres plus modernes
.
Une plaque sur le chalet numéro 2 à ‘Holywell’ sur la promenade commémore la visite du roi George V et de la reine Mary en mars 1935.
La vie de la ville se dégrada pendant la Seconde Guerre mondiale. Pour mettre les enfants londoniens à l’abri des bombes allemandes, le gouvernement les évacua à Eastbourne. Mais après l’invasion de la France et l’armistice du 22 juin 1940, la ville se trouva dans la zone susceptible d’être envahie et les enfants durent être évacués plus loin. L'opération Seelöwe, plan allemand d’invasion du Royaume-Uni, envisageait un débarquement à Eastbourne. Beaucoup de gens fermèrent leurs maisons et se réfugièrent loin de la côte. L’accès à la bande côtière fut interdit. Cela provoqua la fermeture de la plupart des hôtels et pensions de famille. Les pensionnats scolaires quittèrent aussi la ville. Beaucoup de maisons et d’écoles abandonnées furent réquisitionnées par les forces armées. La Royal Navy créa une école pour les armes sous-marines et la Royal Air Force installa ses radars à Beachy Head et dans les marais, près de Pevensey. Des milliers de soldats canadiens furent cantonnés dans la ville et ses environs à partir du mois de juin 1941 jusqu’au débarquement de juin 1944. Beaucoup de maisons victoriennes et edwardiennes furent endommagées ou détruites au cours des bombardements aériens. D’après le département de l’Intérieur (Home Office), Eastbourne fut la ville la plus fréquemment attaquée dans la région du sud-est. La situation fut particulièrement critique de mai 1942 à juin 1943 lors de raids éclairs par des chasseurs bombardiers basés dans le nord de la France.
La ville défraya la chronique internationale pendant l’été 1956 quand Dr John Bodkin Adams, un généraliste qui comptait parmi ses patients plusieurs personnes aisées fut arrêté et accusé de l’assassinat par surdose de morphine d’une veuve âgée. Entre 1945 et 1956 le docteur avait bénéficié 132 fois dans les testaments de ses patients d’une part de leur héritage ; il avait aussi reçu des cadeaux, y compris deux Rolls Royces. Ces faits occasionnèrent des rumeurs qui se propagèrent dans la ville. Jusqu’à 400 assassinats furent cités par des journaux mais après un procès controversé à la Cour criminelle centrale (Old Bailey) qui captiva le pays pendant 17 jours en mars 1957, Adams fut déclaré non coupable. Il fut radié pour quatre ans, mais exerça de nouveau à Eastbourne en 1961. Selon les archives de Scotland Yard, il est soupçonné d'avoir tué 163 patients dans la ville et ses environs.

## Sports
Eastbourne accueille un tournoi de tennis sur gazon classé ATP 250 Series pour les hommes et WTA 500 chez les dames. Il se déroule généralement fin juin, la semaine précédant Wimbledon.
La ville possède plusieurs clubs de football tels que Eastbourne Borough, Eastbourne Town, Eastbourne United et Langney Wanderers.

## Personnages célèbres
- John Bodkin Adams.
- Lewis Carroll, romancier, essayiste, photographe et professeur de mathématiques britannique.
- Les Leston, pilote automobile britannique.
- Aleister Crowley, écrivain, poète, occultiste, britannique.
- Friedrich Engels était un habitué de la ville et, conformément à ses vœux, ses cendres furent dispersées de la falaise de Beachy Head.
- Karl Marx, philosophe, économiste, sociologue, essayiste, théoricien de la révolution, socialiste et communiste allemand.
- Alfred Dent, commerçant et entrepreneur britannique, qui fut fondateur de la British North Borneo Company
- Henry Hall (1898-1989), chef d'orchestre.
- Huw Davies (1959-), international anglais de rugby à XV.
- Theresa May (1956-),  Premier ministre britannique.
- Joe Marler (1990-), international anglais de rugby à XV, né à Eastbourne.
- Hannah Blundell (1994-), international anglaise de football, née à Eastbourne.
- James Hey (1909-2000), physicien britannique mort à Eastbourne.